# Alfredo Castro (voetballer)
Alfredo da Silva Castro (Vila do Conde, 5 oktober 1962) – alias Alfredo Castro ofwel simpelweg Alfredo – is een Portugees voormalig voetballer die dienstdeed als doelman. Alfredo keepte haast zijn gehele professionele loopbaan voor Boavista. Tussen 1994 en 1996 kwam hij drie maal in actie voor het Portugees voetbalelftal.

## Clubcarrière
Alfredo begon zijn professionele loopbaan als doelman bij Rio Ave FC in 1981. Hij verhuisde in 1984 naar Boavista FC en bleef daar zijn gehele profcarrière, tot 1998, onder de lat staan. Alfredo verdedigde 253 keer het doel van Boavista in de Primeira Liga. In 1992 en 1997 won hij de Portugese voetbalbeker en de Portugese supercup.

## Interlandcarrière
Alfredo was de nestor van het Portugees voetbalelftal op het Europees kampioenschap voetbal 1996 in Engeland. Op het toernooi was Alfredo samen met Rui Correia reservedoelman achter aanvoerder Vítor Baía. Portugal werd uitgeschakeld door Tsjechië in de achtste finales na een goal van Karel Poborský.

## Erelijst
| Taça de Portugal              | 2x | 1991/92, 1996/97 |
| Supertaça Cândido de Oliveira | 2x | 1992, 1997       |

1 Baía  ·
2 Secretário ·
3 Paulinho Santos ·
4 Oceano ·
5 Couto ·
6 Tavares ·
7 Paneira ·
8 Pinto ·
9 Sá Pinto ·
10 Costa ·
11 Cadete ·
12 Alfredo ·
13 Dimas ·
14 Barbosa ·
15 Domingos Paciência ·
16 Hélder ·
17 Porfírio ·
18 Folha ·
19 Sousa ·
20 Figo ·
21 Madeira ·
22 Rui Correia ·
Coach: Oliveira